# 3355 Onizuka
A 3355 Onizuka (ideiglenes jelöléssel 1984 CC1) a Naprendszer kisbolygóövében található aszteroida. Edward L. G. Bowell fedezte fel 1984. február 8-án.